# Carlos Vera (journaliste)
 (octobre 2022).
La mise en forme du texte ne suit pas les recommandations de Wikipédia : il faut le « wikifier ».
Les points d'amélioration suivants sont les cas les plus fréquents. Le détail des points à revoir est peut-être précisé sur la page de discussion.
- Les titres sont pré-formatés par le logiciel. Ils ne sont ni en capitales, ni en gras.
- Le texte ne doit pas être écrit en capitales (les noms de famille non plus), ni en gras, ni en italique, ni en « petit »…
- Le gras n'est utilisé que pour surligner le titre de l'article dans l'introduction, une seule fois.
- L'italique est rarement utilisé : mots en langue étrangère, titres d'œuvres, noms de bateaux, etc.
- Les citations ne sont pas en italique mais en corps de texte normal. Elles sont entourées par des guillemets français : « et ».
- Les listes à puces sont à éviter, des paragraphes rédigés étant largement préférés. Les tableaux sont à réserver à la présentation de données structurées (résultats, etc.).
- Les appels de note de bas de page (petits chiffres en exposant, introduits par l'outil «  Source ») sont à placer entre la fin de phrase et le point final[comme ça].
- Les liens internes (vers d'autres articles de Wikipédia) sont à choisir avec parcimonie. Créez des liens vers des articles approfondissant le sujet. Les termes génériques sans rapport avec le sujet sont à éviter, ainsi que les répétitions de liens vers un même terme.
- Les liens externes sont à placer uniquement dans une section « Liens externes », à la fin de l'article. Ces liens sont à choisir avec parcimonie suivant les règles définies. Si un lien sert de source à l'article, son insertion dans le texte est à faire par les notes de bas de page.
- La présentation des références doit suivre les conventions bibliographiques. Il est recommandé d'utiliser les modèles {{Ouvrage}}, {{Chapitre}}, {{Article}}, {{Lien web}} et/ou {{Bibliographie}}. Le mode d'édition visuel peut mettre en forme automatiquement les références.
- Insérer une infobox (cadre d'informations à droite) n'est pas obligatoire pour parachever la mise en page.

Pour une aide détaillée, merci de consulter Aide:Wikification.
Si vous pensez que ces points ont été résolus, vous pouvez retirer ce bandeau et améliorer la mise en forme d'un autre article.
Pour les articles homonymes, voir Vera et Carlos Vera.
Carlos Edmundo Juan de Dios Vera Rodríguez, né le 8 mars 1955 à Bahia de Caráquez, est un journaliste et homme politique équatorien. 
Il travaille comme journaliste d'investigation et est intervieweur pendant 30 ans.

## Biographie
Il a étudié le droit à l'Université pontificale catholique d'Équateur pendant trois ans non consécutifs (1975, 1980, 1984), mais il n'est jamais parvenu à terminer son cursus. 
Il a entamé sa carrière comme journaliste de presse en 1975 (Canal 8 de Quito-Ecuavisa) et a ensuite pris des cours de spécialisation comme producteur journaux télévisés au World Press Institute de Saint Paul (Minnesota).
En 1979, il a interviewé cinq fois l'ancien président José María Velasco Ibarra dans l'avion qui le transportait à Quito depuis l'Argentine avec la dépouille de son épouse, morte à Buenos Aires, grâce auquel Vera gagna de la notoriété dans les médias de son pays. Il a aussi réalisé et mené le programme d'investigation Informe Especial ; puis En directo, aux côtés de Polo Barriga, jusqu'en 1980, parmi d'autres productions.
Cette même année est né son premier fils, Carlos Andrés Vera Ribadeneira. Dès lors, il a eu 5 fils de plus avec 3 de ses 4 épouses: Juan José, Nicolás, Martina, Cira Victoria et Ana Cristina.
Il a travaillé dans divers milieux comme présentateur de journal, interviewer et conducteur de programmes d'opinion à la radio et à la télévision. Il a été aussi chroniqueur dans El Universo, El Diario, El Comercio, La Otra et la revue bimensuelle Vistazo. Il a gagné différents prix, entre autres : un de l'agence EFE, trois de Ochos de Oro en Équateur, six de ITV, un de la UNP. Pendant huit ans il a présenté les programmes Contacto Directo et Cero Tolerencia, sur la chaîne Ecuavisa. 
Vera, depuis ses fonctions de journaliste, a joué un rôle politique en soutenant au second tour la candidature de Rafael Correa aux élections présidentielles de 2006, et critiqué frontalement le multimillionnaire Álvaro Noboa comme il l'avait fait aux élections passées en déclarant ouvertement ses préférences politiques depuis le journalisme, comme quand il déclara au premier tour le 21 août 2006 dans le programme Contacte Direct que son candidat favori était León Roldós.
Dès 2009, il s'engage dans la politique équatorienne dans le Mouvement Civique Madera de Guerrero, et après comme membre de l'assemblée nationale pour l'alliance du mouvement en lien avec le P.S.C., sans pour autant obtenir un siège,,,,.
Une fois hors de la sphère médiatique, il ouvre une chaîne numérique sur YouTube et il lance son premier livre, Nunca mordaza, sur la liberté d'expression et son passage par diverses chaînes de télévision.